# Demispolnost
Demispolnost je krovni izraz za nebinarne spolne identitete, ki so delno povezane z določenim spolom. Predpona "demi" pomeni "pol". Pod demispolnost se umeščata delno ženska identiteta "demipunca" (orig. "demigirl") in delno moška identiteta "demifant" (orig. "demiboy"), pa tudi druge delne spolne identitete, kot so "deminebinarna", "demifluidna" itd. Podobno kot nebinarnost je tudi demispolnost spolna identiteta sama po sebi.
Zavod TransAkcija v Slovarju opredeljuje, da je demifant "spolna identiteta, kjer se oseba večinoma, vendar ne v celoti, identificira kot fant, moški oz. maskulina oseba, ne glede na spol, ki je bil osebi pripisan ob rojstvu. Hkrati se demifantje/demimoški morda identificirajo tudi s katerim drugim spółom, večinoma pa svoj spol dojemajo kot moški oz. maskulin."
Podobno je demipunca "spolna identiteta, kjer se oseba večinoma, vendar ne v celoti, identificira kot punca, ženska oz. ženstvena oseba, ne glede na spol, ki je osebi bil pripisan ob rojstvu. Hkrati se demipunce/demiženske morda identificirajo tudi s katerim drugim spolom, večinoma pa svoj spol dojemajo kot ženski oz. ženstven."
Demispolnost ni enaka demiseksualnosti, ki opisuje spolno usmerjenost, pri kateri demiseksualna oseba "ne doživlja spolne privlačnost do druge osebe, dokler ni z njo razvila čustvene vezi. Demiseksualne osebe večinoma ne morejo razviti spolne privlačnosti do oseb dokler niso z njimi povezane na globok in intimen način."

## Pojavnost demispolnosti
"Demipunca" (orig. "Demigirl“) in "demifant" (orig. "demiguy“) sta bila leta 2010 dodana na AVEN-ov glavni seznam spolnih definicij.
Leta 2011 sta bila izraza dodana na stran Genderqueer Identities & Terminology priljubljenega bloga Genderqueerid. Lastnica bloga, Marilyn Roxie, je istega leta zbrala podatke v okviru raziskave med kvirspolnimi osebami, v kateri je devet oseb zase izbralo polje "demifant", sedem pa "demipunca“.
Marca 2014 je na omrežju Tumblr začel delovati blog z imenom "demispoli" (orig. "demigenders"), katerega cilj je bil "varen prostor za tiste, ki se identificirajo kot demipunce, demifantje, deminebinarne, demispolne, 'demiflux' ali demifluidne osebe“. Še en blog, "demigenderpalace", je bil ustanovljen junija 2014, s podobnim ciljem.
Leta 2015 je uporabnik_ca omrežja Tumblr transrants ustvaril_a "predloge za zastave ponosa demipunc in demifantov“, ki so kasneje postale standardne zastave ponosa za te identitete.
Leta 2018 je zvezna država Washington na uradnih dokumentih začela dovoljevati oznake spola "X“, pri čemer zakon določa, da "X“ pomeni spol, ki ni izključno moški ali ženski, med drugim interspolni, aspolni, 'amalspolni', androgin, bispolni, demispolni, 'AFAB', 'AMAB', kvirspolni, 'neutrois', nebinarni, panspolni, tretji spol, transspolni, transseksualni, Two Spirit in nedoločen spol."
Leta 2021 je oseba s spletnim vzdevkom Bluebolt712 ustvarila dan ozaveščanja in ponosa za demispolne osebe, ki se praznuje 15. decembra.
V Nebinarnih intervjujih Zavoda TransAkcija je oseba, ki se identificira kot demifant, zapisala: "Sem demifant. Ni toliko znana spolna identiteta, naključno sem prebral knjigo kjer je glavni lik prišel_la do spoznanja da je demifant in mi je to pomagalo sprocesirati svojo spolno identiteto. /.../ Najbolje me opiše, saj medtem ko sem moški, se počutim tudi kot “nekaj drugega” aspolnega zraven. Kadar me osebe vidijo kot samo moškega, izpustijo tisti del mene ki pokriva mojo celotno identiteto in življenjske izkušnje."